# Kirche Leuzigen

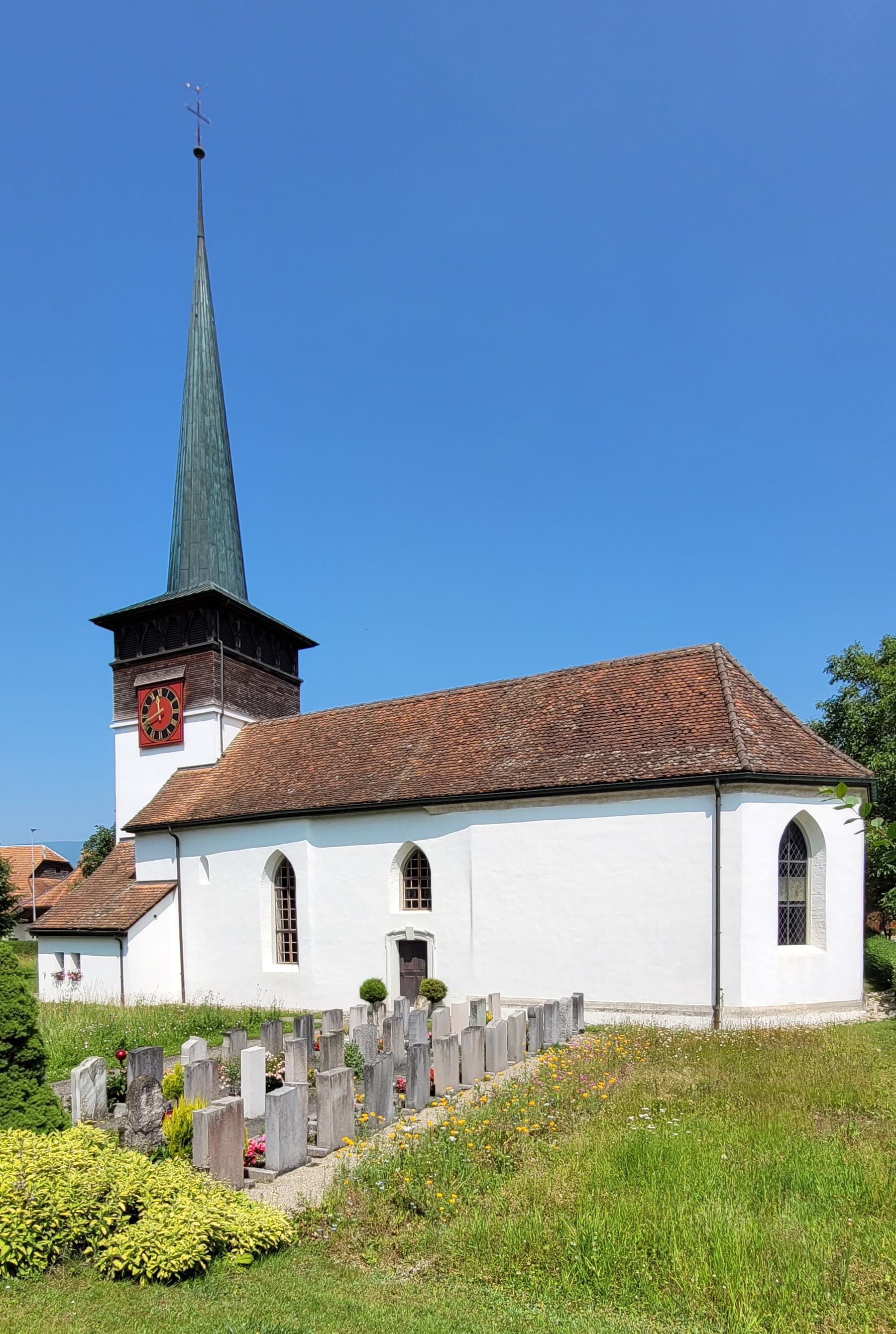
Die reformierte Kirche Leuzigen (2025)

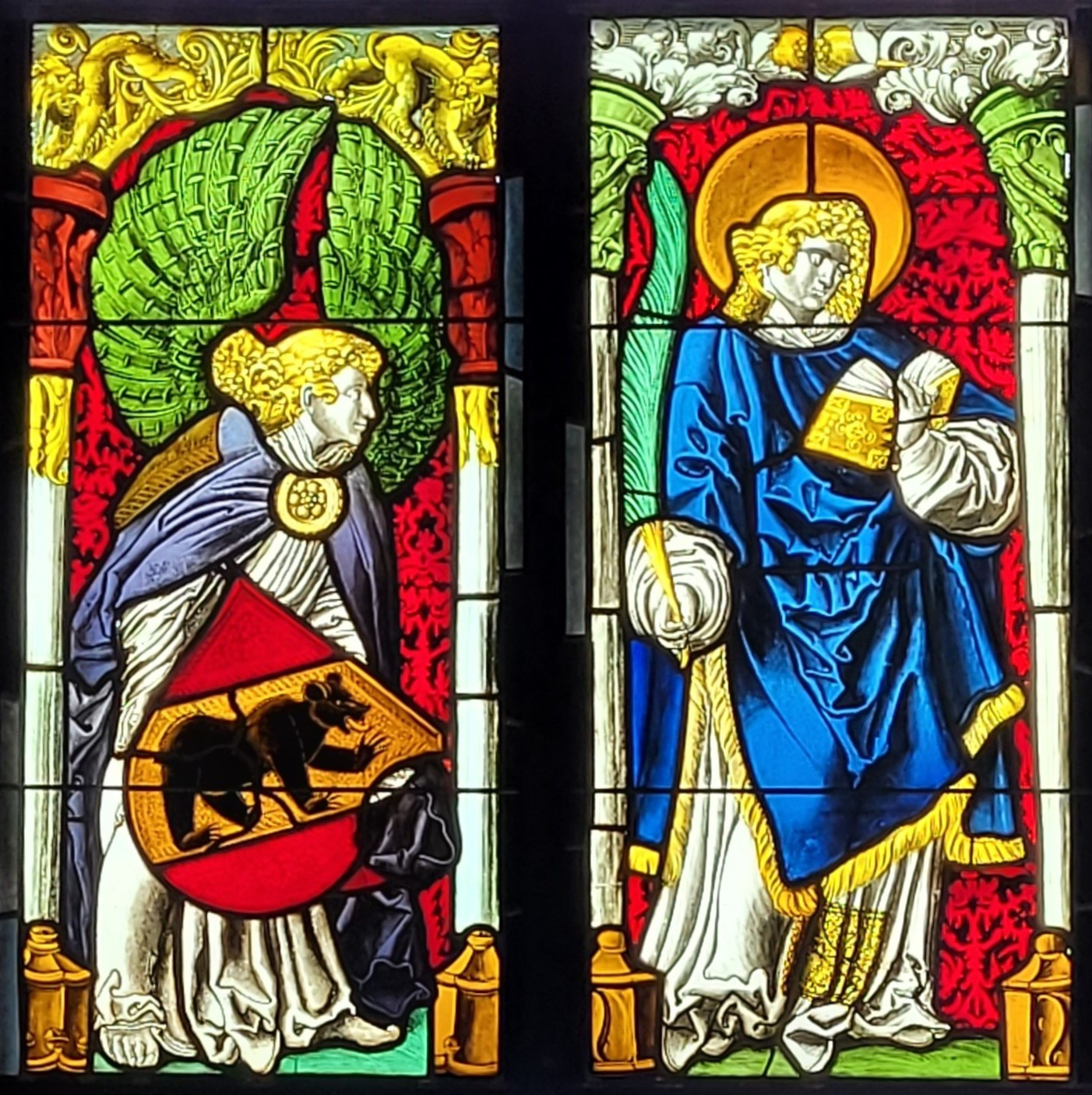
Standesscheibe Bern und Figurenscheibe Heiliger Vinzenz (1522)

Die Kirche Leuzigen ist die reformierte Kirche der Gemeinde Leuzigen im Kanton Bern, Schweiz.

## Geschichte
Leuzigen gehörte ursprünglich zum Kirchspiel Lüsslingen. Dessen von 1336 bis 1473 erwähnte Priester las in der Ulrichskapelle von Leuzigen wöchentlich Messen. Entweder im 11. oder 12. Jahrhundert entstand am westlichen Dorfrand das Cluniazenserpriorat Leuzigen mit Hospiz (hospitale, spital) und einer Johannes dem Täufer geweihten Prioratskirche. Leuzigen wurde in Personalunion mit Bargenbrück verwaltet und galt nach dem Visitationsbericht von 1269/70 als baufällig. 1293 wurde Leuzigen dem Priorat Hettiswil unterstellt und ging nach 1350 ein. Hettiswil übertrug die Prioratskirche 1476 als Kapelle an die Gemeinde Leuzigen. Bern bestätigte Leuzigen den Besitz der Kapelle, errichtete jedoch keine eigene Pfrund (Pfarrei), 1532 wurde die Gemeinde von Lüsslingen der Kirchhöre Arch zugeteilt. Im Jahr 1981 konstituierte Leuzigen sich als eigene Kirchgemeinde im Pfarramt Leuzigen-Arch.

## Bau und Ausstattung
Das ursprünglich romanische Kirchenschiff weist einen spätgotischen, 1521 entstandenen Chor auf. Gleichzeitig dürften die Spitzbogenfenster im Schiff eingebaut worden sein. Um 1793 erfolgte ein spätbarocker Umbau, die Türen entstanden um 1800. Der Architekt Karl Indermühle ersetze 1926 im Rahmen einer Renovation den bestehenden Dachreiter mit der Erstellung eines Westturms. In den Jahren 1986 bis 1989 erfolgte eine weitere Renovation, bei der Ausgrabungen gemacht wurden. Der Chor weist sechs künstlerisch anspruchsvolle spätgotische Scheibenstiftungen auf. Der runde Taufstein dürfte aus dem 17. Jahrhundert stammen.

## Liste der Priore
| - Jakob, erwähnt 1270 bis 1278 - Peter, erwähnt 1299 bis 1300/01 - Gerhard von Montigny, erwähnt 1324 - Johannes von Chavornay, erwähnt 1343 bis 1366 |